# ريد ميتشيل
ريد ميتشيل (بالفرنسية: Reid Mitchell)‏ (و. 1926 – 2012 م) هو لاعب كرة سلة كندي، شارك في الألعاب الأولمبية الصيفية 1948، توفي عن عمر يناهز 86 عاماً.

## روابط خارجية
- ريد ميتشيل على موقع الاتحاد الدولي لكرة السلة (الإنجليزية)
- ريد ميتشيل على موقع سبورتس رفرنس (الإنجليزية)
- ريد ميتشيل على موقع أوليمبيديا (الإنجليزية)